# Sandie Jones
Sandie Jones (Crumlin, Dublin, 9 de novembro 1951 – Gunnison, 19 de setembro de 2019) foi uma cantora irlandesa.
Em 1972 representou a Irlanda no Festival Eurovisão da Canção com a canção "Ceol an Ghrá".
Faleceu em 19 de setembro aos 68 anos de idade, nos Estados Unidos.